# Steven Tyler
Steven Tyler (rojen Steven Victor Tallarico) ameriški igralec in glasbenik, pevec skupine Aerosmith, * 26. marec 1948, Yonkers, New York, ZDA
Leta 1965 je začel igrati v skupini s 17 leti. Pet let kasneje. Leta 1970 je nato
postal pevec rock, hard rock skupine Aerosmith, kjer poleg vokalista igra tudi orglice.
Znan je tudi po akrobacijah, ki jih izvaja med petjem na odru. Med energičnimi nastopi je običajno oblečen v svetla in barvna oblačila, ki se ujemajo z njegovim značilnim visečim mikrofonom.
V zgodnjih 80. letih prejšnejga stoletja je Tyler postal odvisen od mamil in alkohola. Leta 1986 je zaključil z rehabilitacijo.
V poznih 80-ih in zgodnjih 90-ih je skupina Aerosmith ponovno začela delovati, Tyler pa je spet postal eden ok najbolj slavnih pevcev in igralcev. Revija Rolling Stone ga je uvrstila na seznam stotih najboljših pevcev, prav tako pa je bil uvrščen tudi na 3. mesto stotih najboljših metal vokalistov vseh časov.